# Arbeiter

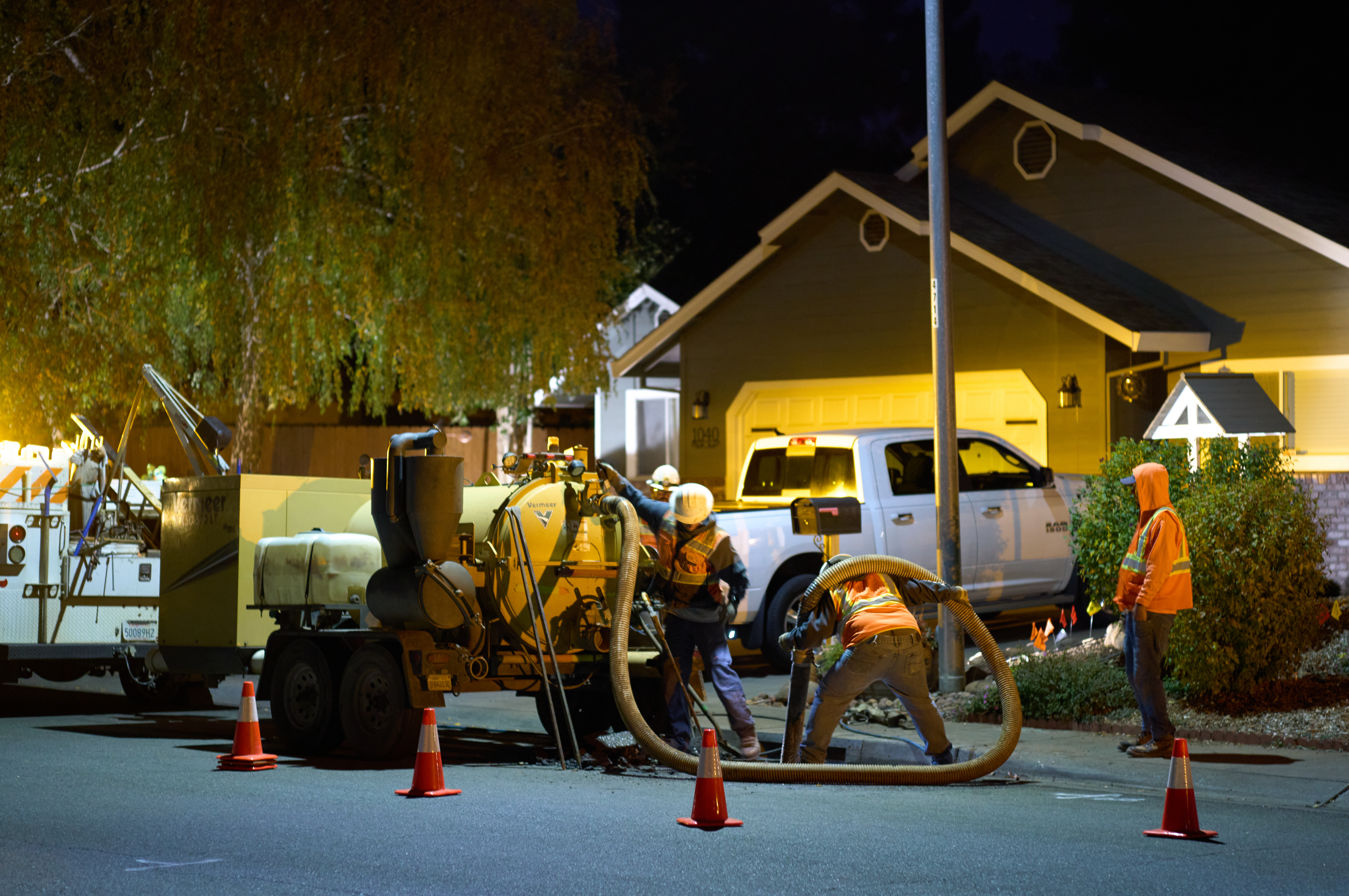
Arbeiter bei einem nächtlichen Einsatz in den USA, 2022

Ein Arbeiter ist ein unselbständig beschäftigter Arbeitnehmer, dessen Tätigkeit überwiegend aus körperlicher Arbeit mit hoher Arbeitsschwere durch überwiegend mittlere bis schwere Muskelarbeit besteht, wofür vom Arbeitgeber ein Arbeitslohn als Gegenleistung gezahlt wird. Pendant ist Angestellter.

## Etymologie
Das Wort „Arbeiter“ ist sprachlich ein Nomen Agentis aus dem Begriff Arbeit. Dieses Wort entstammt dem althochdeutschen „arabeit(i)“ für „Mühe, Plage, Qual“ und drückt das mit Arbeit verbundene Arbeitsleid aus. „Arbeiter“ bezeichnet Hans Bahlow zufolge vor allem den schwer körperlich Arbeitenden, denn Arbeit meint „Knechtsarbeit, Mühsal, Not“.

## Allgemeines
Während in Einzelwissenschaften weiterhin zwischen Angestellten und Arbeitern differenziert wird, verschwimmen die Konturen dieser Begriffe in der Umgangssprache. Eine der Ursachen für das Fehlen eines hinlänglich präzisen Begriffes liegt darin, dass eine funktionale Unterscheidung der Tätigkeiten von Angestellten und Arbeitern oft nicht möglich ist, insbesondere wenn es sich um gemischte Tätigkeiten handelt. Arbeiter verrichten aus physiologischer Perspektive jedenfalls überwiegend mittlere bis schwere körperliche Tätigkeit, sie erhalten einen Arbeitslohn, dessen Lohnniveau meist unterhalb des Einkommensniveaus eines Angestellten liegt. Die Einkünfte des Angestellten heißen Gehalt. Im Einkommensteuerrecht werden Lohn und Gehalt als Einkünfte aus nichtselbständiger Arbeit zusammengefasst.
Die Stellung im Beruf bleibt bei Arbeitern oder Angestellten ein spürbares Diskriminierungsmerkmal. So leben im Industrieunternehmen Produktionsarbeiter und Mitarbeiter der Verwaltung oft in getrennten Welten: Es gibt unterschiedliche Arbeitszeiten, getrennte Arbeitsstätten und Kantinen, andere Arbeitskleidung und eine andere Arbeitssicherheit bei Angestellten und Arbeitern.
Mit dem Begriff Arbeiter bzw. Arbeiterinnen ist vor allem ein sozialer Status verbunden, der sie vom Angestellten oder Beamten unterscheidet (soziale Schicht). Diese soziale Differenzierung zwischen Arbeitern, Angestellten oder Beamten besteht auch in anderen Kulturkreisen (englisch worker, Blue Collar worker für Arbeiter, englisch clerk, white collar worker für Angestellte). Die Unterscheidung von Arbeitern und Angestellten beruhte bis Anfang der 2000er Jahre auf arbeits-, sozial- und tarifrechtlichen sowie funktionalen und soziokulturellen Merkmalen. Typische Berufe sind z. B. Industriemechaniker/-in, Mechatroniker/-in, Elektroniker/-in usw.
Eines der zentralen Themen der Debatte ist die Angleichung von Arbeitern und Angestellten, Rationalisierung u. a. durch entsprechende Änderung von Gesetzen und gemeinsamen Entgelt-Rahmenabkommen bzw. Entgelt-Rahmentarifverträgen. Bis in die 2000er Jahre wurden die Unterschiede zwischen Arbeitern und Angestellten auch in Tarifverträge in Deutschland abgebildet. Unterschiedliche Systeme für die Eingruppierung und Entgeltdifferenzierung waren und sind üblich. Arbeiter besaßen eine Kündigungsfrist von vier Wochen zum Monatsende, Angestellte galten mit sechs Wochen zum Quartalsende als besser geschützt. Funktional übernahmen Angestellte überwiegend Tätigkeiten in der Administration, der Konstruktion usw., während Arbeiter in der Produktion, aber auch der Logistik beschäftigt waren. Bis zum Jahr 2004 waren für Arbeiter bzw. Arbeiterinnen die Landesversicherungsanstalten, für Angestellte die Bundesversicherungsanstalt für Angestellte zuständig. Letztere Differenzierung wurde im Januar 2005 abgeschafft.

## Geschichte

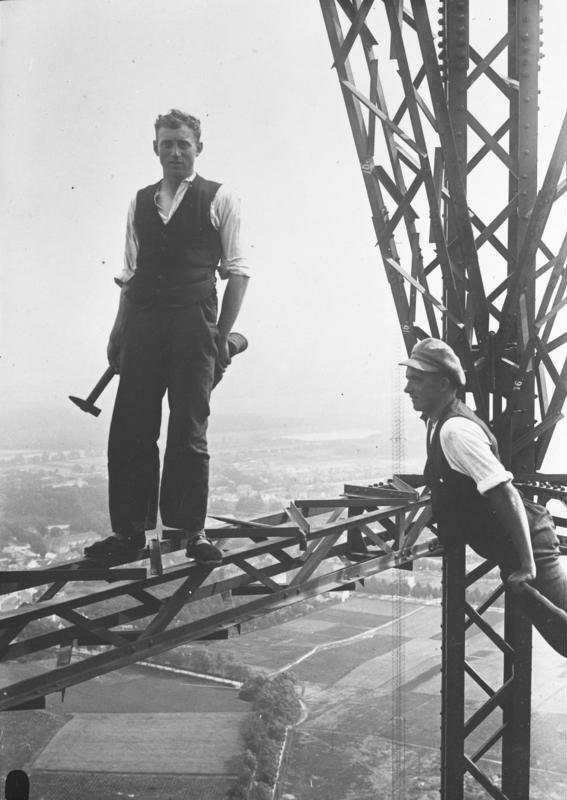
Arbeiter auf dem Funkturm in Königs Wusterhausen (November 1930)

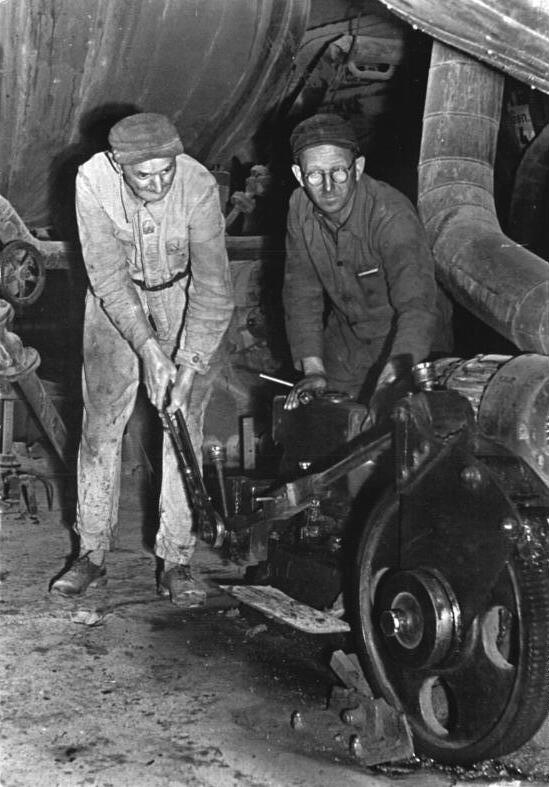
Industriearbeiter im VEB Kombinat „Otto Grotewohl“ Böhlen (Mai 1952)

Homer konnotierte um 800 vor Christus in der Ilias Arbeit im Sinne landwirtschaftlicher und handwerklicher Tätigkeit positiv, weil sie als Voraussetzung für Wohlstand und gesellschaftliches Ansehen galt. Als Bergwerkssklaven gab es ab dem 5. Jahrhundert v. Chr. in den Silberbergwerken von Laureion (dem heutigen Lavrio) Gruben-, Aufbereitungs- und Hüttenarbeiter, die sich zum überwiegenden Teil aus unfreien Arbeitern zusammensetzten.
Das römische Reich hielt die große Masse der Arbeiter als Sklaven. Dienstleistungen durch Sklaven galten als Miete (lateinisch locatio conductio rei), durch Freie hingegen als Dienstvertrag (lateinisch locatio conductio operarum). Der dienstverpflichtete Arbeiter (lateinisch locator) besaß keine Rechtsfähigkeit und galt als Sache. Die soziale und rechtliche Stellung des Sklaven ist jedoch nicht zu allen Zeiten der römischen Rechtsentwicklung gleich geblieben. Auf dem altrömischen Bauerngut lebte der unfreie Knecht in enger Gemeinschaft mit den freien Hausgenossen; er teilte mit ihnen die Arbeit und aß mit ihnen das gleiche Brot. Erst die Entstehung von großen Plantagen, Manufakturen und Bergwerken seit der hochrepublikanischen Zeit ließ für die Masse der Sklaven jedes persönliche Verhältnis zum Herrn verschwinden und machte den unfreien Arbeiter zu einer bloßen Recheneinheit im Großunternehmen. Man kann annehmen, dass wahrscheinlich bereits ab 348 vor Christus zur Zeit des zweiten karthagisch-römischen Vertrages bei den Römern Sklavenbedarf bestand, der im Laufe von 100 Jahren in Verbindung mit der territorialen Erweiterung rasant zunahm.
Bischof Adalbero von Laon unterteilte um 1025 die Gesellschaft in die drei Stände (lateinisch ordines) der Krieger (lateinisch bellatores), Beter (lateinisch oratores) und Arbeiter (lateinisch laboratores) ein. Das Wort „Arbeit“ als Bezeichnung für körperliche Arbeit trat erst um 1200 konkurrierend zu „wirken“ oder „werken“ („hant-werc“ für Handwerk) auf. Hartmann von Aue sprach um 1200 im Iwein davon, dass „ire Arbeit bringt ihnen nicht mehr als Lohn ein als Hunger, Durst und Schmerz“. Der Prediger Berthold von Regensburg erwähnte in seinen um 1275 redigierten Predigten den Arbeiter erstmals als Allgemeinbegriff. Das Wort Bergleute ist seit 1370, Arbeiter allgemein seit 1439 als „aribaiter“ nachgewiesen. Als der Dichter Hans Rosenplüt um 1450 „Von den mussiggengern vnd arbeitern“ schrieb, wobei der „Arbeiter schwitzt und schweißt“, war der Begriff des Arbeiters bereits etabliert. Als die ersten typischen Arbeiter des Mittelalters gelten die Landarbeiter (lateinisch ruricola) als Pächter (Landpacht) oder Lehnsmann (Lehnswesen) sowie Bauarbeiter oder Bergleute. Privathaushalte beschäftigten als Gesinde Knechte und Mägde oder Dienstboten. Sklaverei oder Leibeigenschaft waren bei Arbeitern immer noch weit verbreitet. Die sächsischen Dienstboten- und Gesindeordnungen des 15. Jahrhunderts deuteten an, dass bereits zu dieser Zeit ein ländlicher Arbeitermangel bestanden hat. Die Berg-Ordnung in den Nieder-Österreichischen Landen von 1553 sah vor, dass „einem jeden Arbeiter nach Gelegenheit seiner Arbeit ein Lohn gerait werden“ soll.
Der Volkswirt Adam Smith setzte in seinem im März 1776 erschienenen Hauptwerk Der Wohlstand der Nationen Arbeiter und Arme auf eine Stufe, die Armut bestehe in der Reduktion der Arbeiter auf ihre unmittelbaren Bedürfnisse. Für ihn bestand jede moderne Gesellschaft aus drei verschiedenen sozialen Klassen (englisch three great orders), nämlich der Grundbesitzer (Erwerbsquelle: Bodenrente), Kapitalisten (Gewinn) und Arbeiter (Lohn). Das Allgemeine Preußische Landrecht (ALR) vom Juni 1794 bestimmte, dass die Fabrikarbeiter nicht die gleichen Rechte der Gesellen haben (II 8, § 419 ALR).
Arbeiterbewegungen gab es bereits im Mittelalter, doch von besonderer Bedeutung für die Entstehung von Arbeiterrechten waren während der industriellen Revolution die Arbeiterbewegung in den Vereinigten Staaten ab 1763 sowie die parallel während der Industrialisierung des frühen 19. Jahrhunderts stattfindende Arbeiterbewegung in Deutschland und Arbeiterbewegung in Österreich. Sie alle hatten zum Ziel, die Rechte der Arbeiter zu stärken, was insbesondere durch Arbeitervereine als den Vorgängern der Gewerkschaften geschah. Als erster Arbeiterverein galt der 1832 von deutschen Emigranten und Handwerkern in Paris gegründete Deutsche Volksverein. Die weltweit erste Gewerkschaft wurde 1842 von Buchdruckern in Belgien gegründet. Mit Beginn der Industrialisierung etablierte sich der Fabrikarbeiter. Während vor der Revolution von 1848 die Rede von der „arbeitenden Klasse“ oder „handarbeitenden Klasse“ war, begann sich mit der Revolution das Wort Arbeiter bei den Statistikern oder Volkswirten sowie bei den Arbeiterorganisationen zu etablieren. Das lag vor allem an der im Juni 1848 durch Stephan Born mit organisierten Allgemeinen Deutschen Arbeiterverbrüderung. Der „Arbeitercongress“ vom Februar 1863, der mit dem im Mai 1863 gegründeten Allgemeinen Deutschen Arbeiterverein (ADAV) die erste dauerhafte Arbeiterorganisation in Deutschland schuf, markierte die „Trennung der proletarischen von der bürgerlichen Demokratie“. Nach § 2 der ADAV-Statuten wurde „jeder deutsche Arbeiter durch einfache Beitrittserklärung Vereinsmitglied“. Im Juli 1890 organisierte sich ein großer Teil der Arbeiterschaft im „Verband der Fabrik-, Land- und gewerblichen Hilfsarbeiter Deutschlands“. Der Beginn der deutschen Sozialpolitik ist im „Preußischen Regulativ über die Beschäftigung jugendlicher Arbeiter in Fabriken“ vom April 1839 zu sehen, das die Kinderarbeit unter 9 Jahren verbot und die Arbeitszeit von Jugendlichen unter 16 Jahren auf 10 Stunden täglich begrenzte.

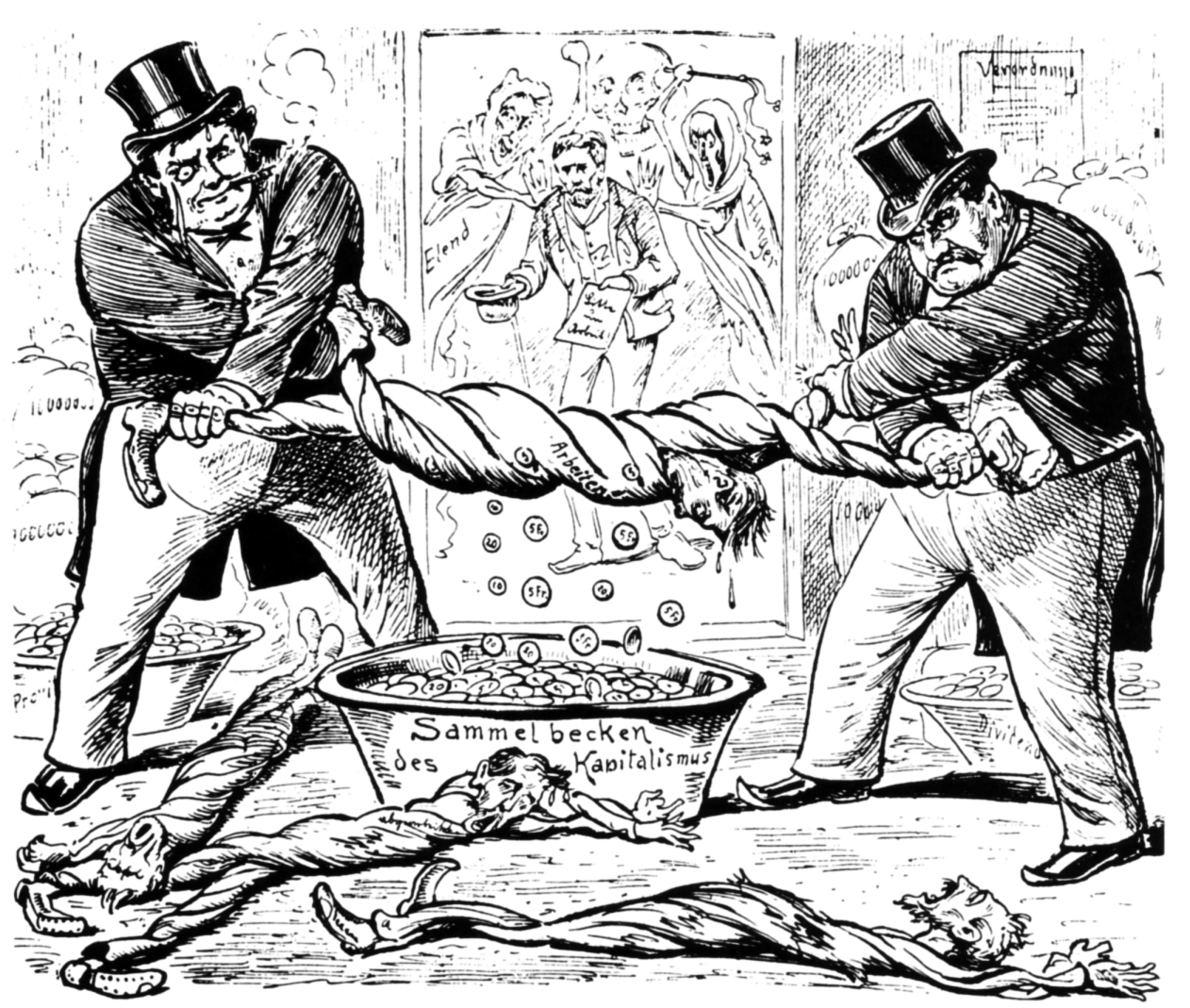
Das neue Verhältnis zwischen Arbeiter und Unternehmer (1896)

Für Karl Marx ist seit 1844 der Arbeiter eine zentrale Figur in seiner Wirtschaftstheorie. Er nannte die Arbeiter auch Proletarier (die Arbeiterklasse entsprechend Proletariat) und unterschied in seinem im September 1867 erschienenen Hauptwerk Das Kapital die Begriffe Arbeit und Arbeitskraft. Die Arbeit hat keinen Wert oder Preis, sondern die Arbeiter verkaufen an die Kapitalisten ihre Arbeitskraft als eine Ware, deren Wert durch die Arbeitswertlehre bestimmt wird. Obwohl die Arbeiter mit dem Arbeitslohn die Gegenleistung für den Verkauf ihrer Arbeitskraft erhalten, sind sie Objekt der Ausbeutung. Arbeiter und Kapitalisten sind für Marx jedoch nicht nur gegensätzliche Rollenkonstrukte des „kapitalistischen Betriebs“, sondern vielmehr in eine übergreifende Klassenstruktur eingebettet. In dieser Hinsicht werden sie unter dem Gesichtspunkt der Reproduktion des „gesellschaftlichen Gesamtkapitals“ untersucht. Grundlage seiner Verelendungstheorie ist die Aussage: „Der Arbeiter wird umso ärmer, je mehr Reichtum er produziert, je mehr seine Produktion an Macht und Umfang zunimmt“. Das Proletariat verarme in dem Ausmaß, wie sich die Bourgeoisie bereichere. Darauf folge die entfremdete Arbeit, weil „die Arbeit dem Arbeiter äußerlich ist, d. h. nicht zu seinem Wesen gehört…. Seine Arbeit ist daher nicht freiwillig, sondern gezwungen, Zwangsarbeit“.
Die Brüder Grimm verstanden unter dem Arbeiter (lateinisch operarius) im Deutschen Wörterbuch aus 1854 sowohl den Tagelöhner als auch den Handwerker. Im Jahre 1873 erschien in München erstmals ein Wochenblatt für alle Arbeiterklassen, „Der Arbeiterfreund“. Es berichtete über den Klassenkampf in England, die Arbeiternot in Paris oder die sozialen Verhältnisse in Berlin. Noch bis zum Ende des 19. Jahrhunderts blieb im Arbeits- und Sozialrecht die Einteilung der Arbeitnehmer in Arbeiter und Angestellte unbekannt. Wer überwiegend geistige oder verwaltende Tätigkeiten ausführte, hieß „Fabrikbeamter“, „Betriebsbeamter“ oder „Handlungsgehilfe“. Ein Gehalt erhielt Johann Samuel Ersch/Johann Gottfried Gruber 1853 zufolge (Allgemeine Encyclopädie der Wissenschaften und Künste) jemand als Angestellter, der Arbeiter bezog Lohn. Ernst Jünger verfasste 1932 die theoretische Arbeit Der Arbeiter. Herrschaft und Gestalt, in welcher er sich mit der Figur des Arbeiters als einer elementaren, die bürgerliche Gesellschaft zerstörenden Macht auseinandersetzte.

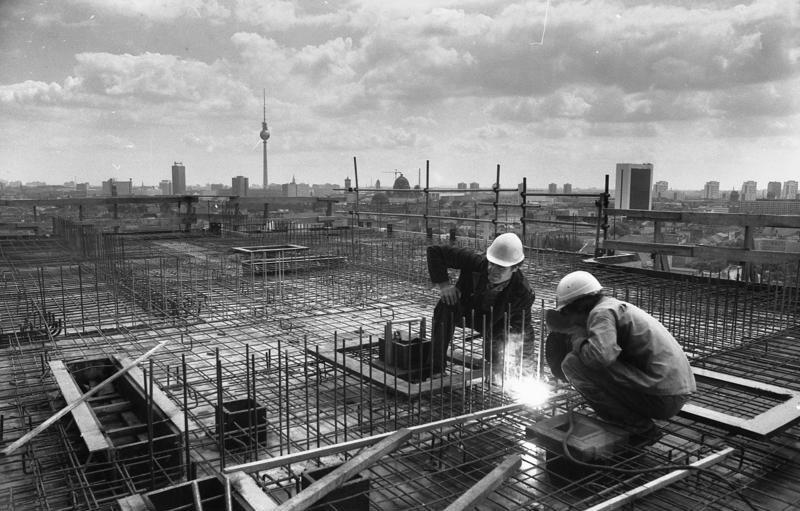
Berlin – Bau der Charité (Juli 1980)

Nach dem Zweiten Weltkrieg entwickelten sich ab 1945 durch den Einfluss der Sowjetunion in Osteuropa so genannte Arbeiter-und-Bauern-Staaten, in denen nach leninistischer bzw. auch nach marxistisch-leninistischer Auffassung die Arbeiterklasse (im Klassenbündnis mit den werktätigen Bauern) über die enteignete Kapitalistenklasse herrschte. Auch die DDR bezeichnete sich seit 1952 offiziell als Arbeiter- und Bauern-Staat, sie propagierte sich als „erster deutscher sozialistischer Staat der Arbeiter und Bauern“, in dem die Arbeiterklasse mit der Klasse der Bauern die „Führung innehat“ und mit der „Schicht der Intelligenz und den Handwerkern verbündet“ ist. Die SED charakterisierte sich gleichzeitig als Arbeiterpartei. Der Arbeiteraufstand vom 17. Juni 1953 ist eines der Schlüsselereignisse in der deutschen Geschichte. Die DDR stellte die Arbeiterklasse in den Vordergrund ihrer politischen Agitation, die Verfassung der DDR vom 7. Oktober 1974 legte dazu in Art. 1 fest: „Die Deutsche Demokratische Republik ist ein sozialistischer Staat der Arbeiter und Bauern.“
Bis zur Reform des Betriebsverfassungsgesetzes im Juli 2001 wurde in Deutschland gesetzlich noch zwischen Arbeitern und Angestellten unterschieden, § 5 Abs. 1 BetrVG subsumiert beide nunmehr unter dem Oberbegriff „Arbeitnehmer“.

## Arbeiter in den Wissenschaften
In der Arbeitswissenschaft und im Arbeitsrecht werden Arbeiter und Angestellte weiterhin unterschieden je nach körperlicher Arbeitsschwere. Auch das Arbeitsentgelt wird verschieden bezeichnet:
| Arbeitnehmer | Merkmale                                                                                  | Entgelt     | Berufe                                                          |
| ------------ | ----------------------------------------------------------------------------------------- | ----------- | --------------------------------------------------------------- |
| Angestellter | überwiegend geistige Arbeit leichte Handarbeit oder leichte Muskelarbeit                  | Gehalt      | Ärzte, Beamte, Bürokräfte, Feinmechaniker, Schneider            |
| Arbeiter     | überwiegend körperliche Arbeit schwere Handarbeit oder schwere und schwerste Muskelarbeit | Arbeitslohn | Erdarbeiter, Landarbeiter (Ernte), Maurer, Schmiede, Steinhauer |

Während Arbeiter meist mittlere bis schwere Muskelarbeit (Schwerarbeit, Schwerstarbeit) verrichten, ist die Tätigkeit der Angestellten auf Handarbeit und leichte Muskelarbeit beschränkt. Im Arbeitsrecht ist der Arbeiter ein Arbeitnehmer, der weder Angestellter noch Auszubildender ist. Nicht zu den Arbeitern gehören Heimarbeiter und Hausgewerbetreibende. Nur für Arbeiter war früher die Schichtarbeit – insbesondere der Nachtdienst – vorgesehen, doch heute hat sich die Schichtarbeit in weiten Bereichen des Dienstleistungssektors auch auf Angestellte ausgedehnt.

## Arten

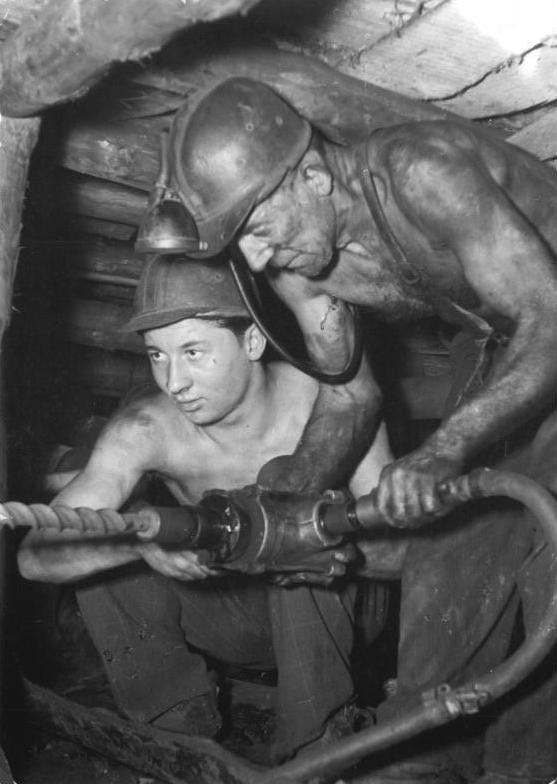
Bergarbeiter im Steinkohlenwerk Karl Liebknecht, 1952

Arbeiter können nach folgenden Kriterien eingeteilt werden:
| Kriterium        | Bezeichnung                                               | Anmerkungen |
| ---------------- | --------------------------------------------------------- | --- |
| Ausbildungsstand | ungelernte Arbeiter angelernte Arbeiter gelernte Arbeiter | keine Ausbildung Unterweisung am Arbeitsplatz Berufsausbildung                                                                    |
| Status           | Hilfsarbeiter Facharbeiter Vorarbeiter                    | gering qualifizierte Arbeitskraft ohne Berufsausbildung vollständige Berufsausbildung Führungskraft für eine Gruppe von Arbeitern |
| Arbeitsgebiet    | Bauarbeiter Bergarbeiter Hafenarbeiter Industriearbeiter  | Bauwesen Bergbau Binnen- und Seehäfen Industrie                                                                                   |

Der Ausbildungsstand beruht auf den drei traditionellen Lohngruppen I (gelernte), II (angelernte) und III (ungelernte) Arbeiter, die bis Februar 1940 galten. Seitdem gibt es wesentlich mehr Lohngruppen, bei denen jedoch der Ausbildungsstand weiterhin berücksichtigt ist, aber eine stärkere Entgeltdifferenzierung vorhanden ist. Es wird unterschieden zwischen ungelernten bzw. angelernten Arbeitern und Arbeiterinnen und Facharbeitern und Facharbeiterinnen, die eine mindestens 3-jährige Berufsausbildung absolviert haben. Während Vorarbeiter auch als Stellvertreter vom Meister (bzw. Polier) eingesetzt werden, sind Hilfsarbeiter mit Arbeiten einfacher oder einfachster Art betraut. Im allgemeinen Sprachgebrauch sind auch folgende Begriffe üblich: Wanderarbeiter, Gastarbeiter, Heimarbeiter, Kurzarbeiter, Leiharbeiter, Sozialarbeiter oder Zeitarbeiter.
Das Arbeitseinkommen heißt bei Arbeitern Arbeitslohn, bei Angestellten Gehalt. Während das Gehalt überwiegend als Zeitentlohnung an der Arbeitszeit orientiert ist, wird der Lohn als Leistungsentgelt stets von der erbrachten Arbeitsleistung abhängig gemacht (etwa beim Akkordlohn). „Der Zeitlohn ist ein Entlohnungsgrundsatz mit einer festen Vergütung für eine bestimmte Zeiteinheit. Ist diese Zeiteinheit eine Stunde, so wird von Stundenlohn und entsprechend von Zeitlohn oder Gehalt gesprochen“.
Je nach Wirtschaftszweig unterscheidet man Landarbeiter (Landwirtschaft), Bergarbeiter (Bergbau) oder Industriearbeiter (Industrie). Auch im Dienstleistungssektor gibt es Arbeiter, so etwa Bühnenarbeiter (wie Bühnenmaler) im Theater, Hausmeister oder Reinigungskräfte in Organisationen oder Unternehmen.

## Statistik
In der Statistik zählen zu den Erwerbstätigen alle Personen, die als Arbeitnehmer („Arbeiter“, „Angestellte“, Auszubildende, Beamte, geringfügig Beschäftigte, Soldaten) oder als Selbstständige bzw. mithelfende Familienangehörige eine auf wirtschaftlichen Erwerb gerichtete Tätigkeit ausüben.

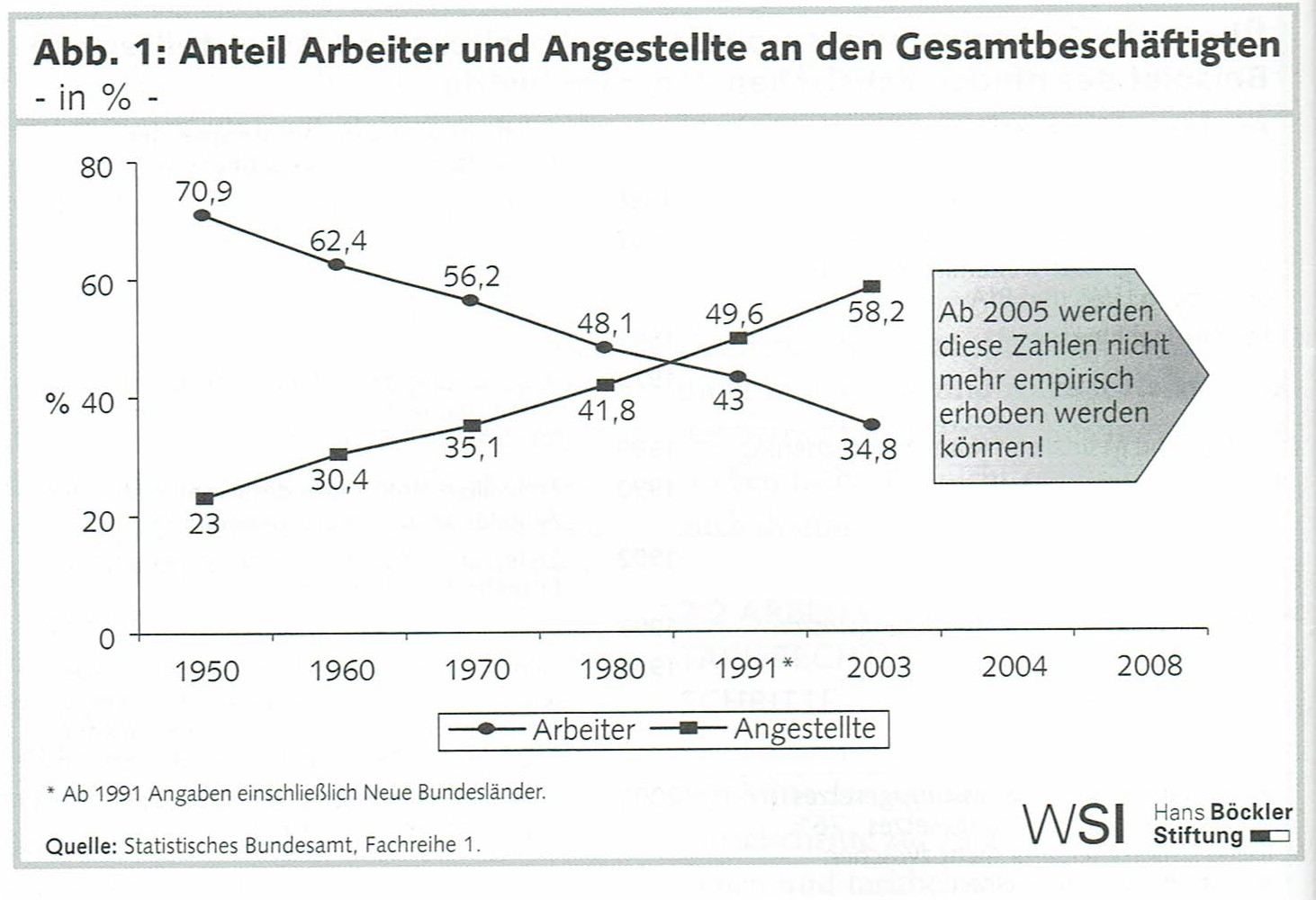
Entwicklung der prozentualen Anteile von Arbeitern bzw. Arbeiterinnen und Angestellten

Aus der Abbildung wird deutlich, wie die Anzahl der Arbeiter von 1962 bis 2003 kontinuierlich zurückgegangen ist und die Anzahl der Angestellten zugenommen hat. Diese Auswertung basiert auf den Versichertenzahlen der Landesversicherungsanstalten und der BfA (ohne Berücksichtigung der Anzahl der Beamten). Die Statistik der Erwerbstätigen „nach Stellung im Beruf“ wies im Jahre 1991 noch einen Anteil der Arbeiter von 38,9 % aus (Angestellte 44,9 %), seitdem sank dieser Anteil tendenziell auf 36,1 % (1995), 34,2 % (2000), Dieser Umbruch ist überwiegend das Ergebnis des Rückgangs von Arbeitsplätzen im produzierenden Gewerbe und der Ausweitung des Dienstleistungssektors. Aus den genannten Gründen sind alle statistischen Angaben zum Beschäftigtenanteil von „Arbeitern“ und „Angestellten“, die sich auf die Zeit nach 2005 beziehen, mit großer Vorsicht zu genießen. Letztlich ist keine objektive statistische Unterscheidung von „Arbeitern“ und „Angestellten“ überhaupt noch möglich, da die arbeits-, sozial- und tarifrechtlichen Unterschiede seit 2005 nicht mehr bestehen. In Betrieben, die Entgelt-Rahmentarifverträge anwenden, ist eine statistische Erhebung der Unterschiede von „Arbeitern“ und „Angestellten“ gänzlich unmöglich. Dennoch unterscheidet das Statistische Bundesamt im Mikrozensus bis heute zwischen „Arbeitern“ und „Angestellten“. Dabei werden folgende Definitionen verwendet:
- Arbeiter/-innen: Alle Lohnempfänger/-innen, unabhängig von der Lohnzahlungs- und Lohnabrechnungsperiode und der Qualifikation, ferner Heimarbeiter/-innen sowie Hausgehilfe/-innen.
- Angestellte: Alle nicht beamteten Gehaltsempfänger/-innen, einschließlich sonstige/-r Beschäftigte/-r mit kleinem Job neben Schule, Studium oder Ruhestand. Für die Zuordnung ist grundsätzlich die Stellung im Betrieb bzw. die Vereinbarung im Arbeitsvertrag entscheidend. Leitende Angestellte gelten ebenfalls als Angestellte, sofern sie nicht Gesellschafter sind. Den Angestellten werden – sofern kein getrennter Ausweis erfolgt – auch die Personen in Freiwilligendiensten zugeordnet."[38]

Diese Definitionen sind problematisch. Durch die Unterscheidung in Lohnempfänger/-innen und Gehaltsempfänger/-innen kann in den Branchen, in denen Entgelt-Rahmenabkommen bzw. Entgelt-Rahmentarifverträge gelten, empirisch überhaupt keine Differenzierung erhoben werden. Da dies große und relevante Branchen wie die Metall- und Elektroindustrie und die chemische Industrie sind, müssen die vom Statistischen Bundesamt ab 2005 veröffentlichten Zahlen bezweifelt werden. Die Zahlen des Mikrozensus beruhen auf einer Selbsteinschätzung der befragten Beschäftigten, bei der die tradierten Begriffe subjektiv fortgeführt werden, obwohl sie einer objektiven und exakten Definition nicht mehr standhalten.

## Angleichung von Arbeitern und Angestellten
Schon in den Gesetzen und ersten Tarifverträgen in der Weimarer-Republik gab es erhebliche Unterschiede zwischen den Regelungen für Arbeiter bzw. Arbeiterinnen und Angestellte, wobei die Regelungen für Angestellte überwiegend günstiger waren. Auch nach dem Neuanfang im Jahr 1945 wurde diese Unterscheidung beibehalten. Es gab unterschiedliche Regelungen für die Lohn- und Gehaltsgestaltung, die Entgeltfortzahlung im Krankheitsfall, die Kündigungsfristen. Es gab unterschiedliche Träger für die Renten- und Krankenversicherung. Im Betriebsverfassungsgesetz und im Mitbestimmungsgesetz von 1976 waren getrennte Wahlvorgänge für „Arbeiter“ und „Angestellte“ vorgesehen. In allen Branchen gab es unterschiedliche Tarifverträge: Lohntarifverträge und Lohn-Rahmentarifverträge für „Arbeiter“ und Gehaltstarifverträge und Gehalts-Rahmentarifverträge für Angestellte. Diese Unterschiede wurden bis zum Jahr 2005 abgeschafft und die Bedingungen angeglichen. Die wichtigsten Stationen sind:
- 1956/1957: Tarifliche Lohnfortzahlung in der Metallindustrie auch für Arbeiter bzw. Arbeiterinnen in der Metallindustrie (nach einem Streik in Schleswig-Holstein);
- 1957: Angleichung der Leistungen der Rentenversicherung, aber weiterhin getrennte Systeme der Landesversicherungsanstalten für „Arbeiter“ (LVAs) und der Bundesversicherungsanstalt für Angestellte (BfA);
- 1989: Einheitliche gesetzliche Krankenkassen;
- 1993: Einheitliche gesetzliche Kündigungsfristen;
- Ab ca. 1990 bis Mitte der 1990er Jahre: Umstellung des Stundenlohns auf Monatslohn für „Arbeiter“;
- Mitte der 1990er Jahre: Gemeinsame Manteltarifverträge für „Arbeiter“, „Angestellte“ und Auszubildende (z. B. in der niedersächsischen Metallindustrie im Jahr 1994);
- 2001: Reform des Betriebsverfassungsgesetzes und des Mitbestimmungsgesetzes: Keine getrennte Wahl mehr von Vertretern der „Arbeiter“ und „Angestellten“;
- 2003: Erster Abschluss eines Entgelt-Rahmentarifvertrages in der Metallindustrie von Baden-Württemberg; danach bis 2005 Abschluss von Entgelt-Rahmentarifverträgen in allen tarifgebieten der Metall- und Elektroindustrie;
- 2005: Gesetz über die Organisationsreform der Deutschen Rentenversicherung: Einheitliche Versicherungsträger für ehemalige Arbeiter und Angestellte.

Mit diesen Reformschritten wurde die Unterscheidung von „Arbeitern“ und „Angestellten“ überwunden und ein einheitlicher Arbeitnehmerstatus verwirklicht. Aufgrund dieser Angleichungsschritte ist es heute nicht mehr möglich, statistisch zwischen „Arbeitern“ und „Angestellten“ zu unterscheiden. Sämtliche Statistiken zu dieser Unterscheidung nach dem Jahr 2005 sind mit großer Vorsicht zu genießen, wenn nicht gar falsch. Problematisch ist die Tatsache, dass keine prägnanten Begriffe gefunden wurden, um die Beschäftigten im Produktionsbereich und im administrativen u. a. Bereichen zu unterscheiden.

## International

Darstellung eines Arbeiters durch die Kommunistische Internationale im Jahre 1927

In der Schweiz beschrieb im Jahre 1877 ein Appenzell Ausserrhoder Lehrer gegenüber einer Nationalratskommission den Alltag von schulpflichtigen Kindern folgendermaßen: „Schüler [mussten] von 8 bis 11 ½ Uhr die Schule besuchen und daneben noch 16 bis 18 Stunden in der Appretur arbeiten…, und zwar von 4 Uhr morgens bis 7 ½ und von 1 Uhr bis morgens 2 oder 3 Uhr, so dass diese Kinder in den Sommernächten gar nicht nach Hause ins Bett gingen, sondern auf freiem Feld das bisschen Schlaf suchten.“ Im gleichen Jahr brachte das Fabrikgesetz die ersten Maßnahmen zum Arbeiterschutz. In Bern kam ab 1907 das Wochenblatt Der freie Schweizer Arbeiter heraus, das über die Arbeiterklasse berichtete. Das eidgenössische Fabrikarbeiterschutzgesetz vom 1911 gilt als Meilenstein der Schweizer Sozialpolitik.
In Österreich gibt es seit 1920 eine Kammer für Arbeiter und Angestellte, die die Interessen der Arbeitnehmer vertritt. Im Juli 2018 erfolgte eine Gleichsetzung von Arbeitern und Angestellten bei der Dauer der Entgeltfortzahlung im Krankenstand und den Dienstverhinderungsgründen des Arbeitnehmers. Seit Januar 2021 sind die zuvor nur für Angestellte geltenden Kündigungsfristen und -termine auch auf Arbeiter anzuwenden.

## Dokumentarfilme
- 1933 Borinage, Regie: Joris Ivens und Henri Storck – Kämpferischer Film über das Elend der Bergarbeiter in Belgien Vgl. auch Les Enfants du Borinage – Lettre à Henri Storck, Regie: Patric Jean, 2000
- 1968 La Reprise du travail aux usines Wonder, realisiert von Studierenden der IDHEC, Frankreich 1968 – Regie: Jacques Willemont und Pierre Bonneau, Kurzfilm über die Wiederaufnahme der Arbeit in den Wonder-Fabriken nach dem Mai 68.
- 1973 … es kommt drauf an, sie zu verändern, Regie: Claudia von Alemann – Film über die doppelte Ausbeutung von Fabrikarbeiterinnen
- 1978 Lebensgeschichte des Bergarbeiters Alphons S., Ein Film von Alphons Stiller, Gabriele Voss und Christoph Hübner, BRD
- 1985 Die Kümmeltürkin geht, Regie: Jeanine Meerapfel, BRD
- 1990 American Dream Regie: Barbara Kopple mit Cathy Caplan, Thomas Haneke und Lawrence Silk, USA